# Washington Heights (film)
Pour plus de détails, voir Fiche technique et Distribution.
Washington Heights est un film américain, sorti en 2002.

## Fiche technique
- Titre : Washington Heights
- Réalisation : Alfredo Rodriguez de Villa
- Scénario : Alfredo Rodriguez de Villa, Nat Moss, Junot Díaz et Manny Pérez
- Pays d'origine : États-Unis
- Format : Couleurs - 1,85:1 - Dolby Digital
- Genre : drame
- Date de sortie : 2002

## Distribution
- Tomás Milián : Eddie
- Manny Pérez : Carlos
- Danny Hoch (en) : Mickey
- Jude Ciccolella : Sean
- Andrea Navedo : Maggie
- Bobby Cannavale : Angel
- David Zayas : David
- Callie Thorne : Raquel
- Judy Reyes : Daisy
- Sara Ramírez : Belkis
- Josh Stamberg : Dr Field